# Viseu (circonscription électorale)
Pour les articles homonymes, voir Viseu.
La circonscription électorale de Viseu est une circonscription électorale du Portugal, utilisée pour les élections législatives.
Ses frontières correspondent au district du même nom.

## Résultats

### Années 2020

#### 2025
| Parti                                      | Parti                                     | Voix    | %     | +/-  | Sièges | +/-           |
| ------------------------------------------ | ----------------------------------------- | ------- | ----- | ---- | ------ | ------------- |
|                                            | AD – Coalition PSD/CDS (PPD/PSD.CDS-PP)   | 88 385  | 43,93 | 6,53 | 4      | 1             |
|                                            | Chega (CH)                                | 45 801  | 22,76 | 2,75 | 2      | en stagnation |
|                                            | Parti socialiste (PS)                     | 45 219  | 22,47 | 5,77 | 2      | 1             |
|                                            | Initiative libérale (IL)                  | 6 468   | 3,21  | 0,32 | 0      | en stagnation |
|                                            | LIBRE (L)                                 | 4 395   | 2,18  | 0,45 | 0      | en stagnation |
|                                            | Alternative démocratique nationale (ADN)  | 4 190   | 2,08  | 1,14 | 0      | en stagnation |
|                                            | Coalition démocratique unitaire (PCP-PEV) | 2 491   | 1,24  | 0,17 | 0      | en stagnation |
|                                            | Bloc de gauche (BE)                       | 2 465   | 1,23  | 1,61 | 0      | en stagnation |
|                                            | Réagir, inclure, recycler (RIR)           | 548     | 0,27  | 0,13 | 0      | en stagnation |
|                                            | Nouvelle Droite (ND)                      | 432     | 0,21  | 0,05 | 0      | en stagnation |
|                                            | Parti populaire monarchiste (PPM)         | 344     | 0,17  | N/A  | 0      | en stagnation |
|                                            | Volt Portugal (VP)                        | 246     | 0,12  | 0,05 | 0      | en stagnation |
|                                            | Ergue-te (E)                              | 228     | 0,11  | 0,03 | 0      | en stagnation |
|                                            |                                           |         |       |      |        |               |
| Suffrages exprimés                         | Suffrages exprimés                        | 201 212 | 97,29 |      |        |               |
| Votes blancs                               | Votes blancs                              | 3 320   | 1,61  |      |        |               |
| Votes invalides                            | Votes invalides                           | 2 284   | 1,10  |      |        |               |
| Total                                      | Total                                     | 206 816 | 100   | –    | 8      | en stagnation |
| Abstentions                                | Abstentions                               | 127 223 | 38,09 |      |        |               |
| Inscrits/Participation                     | Inscrits/Participation                    | 334 039 | 61,91 |      |        |               |
|                                            |                                           |         |       |      |        |               |
| Source: Commission nationale des élections |                                           |         |       |      |        |               |

| Parti | Parti | Parti | Parti   | Députés                                                          |
| ----- | ----- | ----- | ------- | ---------------------------------------------------------------- |
|       | AD    |       | PPD/PSD | - Antonio Leitão - Pedro dos Santos - Inês Calado - Carlos Silva |
|       | CH    | CH    | CH      | - João José Rodrigues - Bernardo Caldeira                        |
|       | PS    | PS    | PS      | - Elza Henriques - Armando Silva                                 |

#### 2024
| Parti                                      | Parti                                    | Voix    | %     | +/-           | Sièges | +/-           |
| ------------------------------------------ | ---------------------------------------- | ------- | ----- | ------------- | ------ | ------------- |
|                                            | Alliance démocratique (AD) (PSD-PP-PPM)  | 76 938  | 37,40 | 2,33          | 3      | 1             |
|                                            | Parti socialiste (PS)                    | 58 088  | 28,24 | 14,24         | 3      | 1             |
|                                            | Chega (CH)                               | 41 165  | 20,01 | 12,04         | 2      | 2             |
|                                            | Alternative démocratique nationale (ADN) | 6 617   | 3,22  | 3,12          | 0      | en stagnation |
|                                            | Initiative libérale (IL)                 | 5 950   | 2,89  | 0,30          | 0      | en stagnation |
|                                            | Bloc de gauche (BE)                      | 5 846   | 2,84  | 0,05          | 0      | en stagnation |
|                                            | Libre (L)                                | 3 567   | 1,73  | 1,08          | 0      | en stagnation |
|                                            | Coalition démocratique unitaire (CDU)    | 2 905   | 1,41  | 0,24          | 0      | en stagnation |
|                                            | Personnes–Animaux–Nature (PAN)           | 2 555   | 1,24  | 0,31          | 0      | en stagnation |
|                                            | Réagir, inclure, recycler (RIR)          | 832     | 0,40  | 0,02          | 0      | en stagnation |
|                                            | Nouvelle Droite (ND)                     | 544     | 0,26  | Nv.           | 0      | en stagnation |
|                                            | Volt Portugal (VP)                       | 342     | 0,17  | 0,01          | 0      | en stagnation |
|                                            | Alternative 21 (MPT-A)                   | 180     | 0,09  | en stagnation | 0      | en stagnation |
|                                            | Ergue-te (E)                             | 164     | 0,08  | 0,02          | 0      | en stagnation |
|                                            |                                          |         |       |               |        |               |
| Suffrages exprimés                         | Suffrages exprimés                       | 205 693 | 97,21 |               |        |               |
| Votes blancs                               | Votes blancs                             | 3 302   | 1,56  |               |        |               |
| Votes nuls                                 | Votes nuls                               | 2 595   | 1,23  |               |        |               |
| Total                                      | Total                                    | 211 590 | 100   | -             | 8      | en stagnation |
| Abstention                                 | Abstention                               | 124 069 | 36,96 |               |        |               |
| Inscrits/Participation                     | Inscrits/Participation                   | 335 659 | 63,04 |               |        |               |
|                                            |                                          |         |       |               |        |               |
| Source: Commission nationale des élections |                                          |         |       |               |        |               |

| Parti | Parti | Parti | Parti   | Députés                                              |
| ----- | ----- | ----- | ------- | ---------------------------------------------------- |
|       | AD    |       | PPD/PSD | - Pedro Alves - António Leitão Amaro - Inês Domingos |
|       | PS    | PS    | PS      | - João Azevedo - José Rui Cruz - Elza Pais           |
|       | CH    | CH    | CH      | - Bernardo Pessanha - João Tilly                     |

#### 2022
| Parti                                      | Parti                                    | Voix    | %     | +/-  | Sièges | +/-           |
| ------------------------------------------ | ---------------------------------------- | ------- | ----- | ---- | ------ | ------------- |
|                                            | Parti socialiste (PS)                    | 76 645  | 42,48 | 5,29 | 4      | en stagnation |
|                                            | Parti social-démocrate (PPD/PSD)         | 67 889  | 37,63 | 0,47 | 4      | en stagnation |
|                                            | Chega (CH)                               | 14 383  | 7,97  | 6,95 | 0      | en stagnation |
|                                            | Bloc de gauche (BE)                      | 5 218   | 2,89  | 5,37 | 0      | en stagnation |
|                                            | Initiative libérale (IL)                 | 4 668   | 2,59  | 2,01 | 0      | en stagnation |
|                                            | CDS – Parti populaire (CDS-PP)           | 3 789   | 2,10  | 4,09 | 0      | en stagnation |
|                                            | Coalition démocratique unitaire (CDU)    | 2 982   | 1,65  | 0,77 | 0      | en stagnation |
|                                            | Personnes–Animaux–Nature (PAN)           | 1 671   | 0,93  | 1,31 | 0      | en stagnation |
|                                            | Libre (L)                                | 1 179   | 0,65  | 0,13 | 0      | en stagnation |
|                                            | Réagir, inclure, recycler (RIR)          | 682     | 0,38  | 0,41 | 0      | en stagnation |
|                                            | Volt Portugal (VP)                       | 289     | 0,16  | Nv.  | 0      | en stagnation |
|                                            | Nous, citoyens ! (NC)                    | 229     | 0,13  | 0,07 | 0      | en stagnation |
|                                            | Alternative démocratique nationale (ADN) | 188     | 0,10  | 0,17 | 0      | en stagnation |
|                                            | Ergue-te (E)                             | 176     | 0,10  | 0,09 | 0      | en stagnation |
|                                            | Parti de la Terre (MPT)                  | 156     | 0,09  | 0,06 | 0      | en stagnation |
|                                            | Mouvement Alternative socialiste (MAS)   | 145     | 0,08  | Abs. | 0      | en stagnation |
|                                            | Parti travailliste portugais (PTP)       | 129     | 0,07  | 0,07 | 0      | en stagnation |
|                                            |                                          |         |       |      |        |               |
| Suffrages exprimés                         | Suffrages exprimés                       | 180 418 | 97,81 |      |        |               |
| Votes blancs                               | Votes blancs                             | 2 143   | 1,16  |      |        |               |
| Votes nuls                                 | Votes nuls                               | 1 898   | 1,03  |      |        |               |
| Total                                      | Total                                    | 184 459 | 100   | -    | 8      | en stagnation |
| Abstention                                 | Abstention                               | 155 883 | 45,80 |      |        |               |
| Inscrits/Participation                     | Inscrits/Participation                   | 340 342 | 54,20 |      |        |               |
|                                            |                                          |         |       |      |        |               |
| Source: Commission nationale des élections |                                          |         |       |      |        |               |

| Parti | Parti   | Parti   | Parti   | Députés                                                                             |
| ----- | ------- | ------- | ------- | ----------------------------------------------------------------------------------- |
|       | PS      | PS      | PS      | - João Azevedo - José Rui Cruz - João Paulo Rebelo - Lucia Araujo Silva             |
|       | PPD/PSD | PPD/PSD | PPD/PSD | - Guilherme Almeida - Hugo Martins de Carvalho - Cristina Ferreira - Hugo Maravilha |

### Années 2010

#### 2019
| Parti                                      | Parti                                              | Voix    | %     | +/-           | Sièges | +/-           |
| ------------------------------------------ | -------------------------------------------------- | ------- | ----- | ------------- | ------ | ------------- |
|                                            | Parti social-démocrate (PPD/PSD)                   | 64 376  | 38,10 | N/A           | 4      | 1             |
|                                            | Parti socialiste (PS)                              | 62 834  | 37,19 | 6,27          | 4      | 1             |
|                                            | Bloc de gauche (BE)                                | 13 957  | 8,26  | 1,25          | 0      | en stagnation |
|                                            | CDS – Parti populaire (CDS-PP)                     | 10 459  | 6,19  | N/A           | 0      | 1             |
|                                            | Coalition démocratique unitaire (CDU)              | 4 082   | 2,42  | 1,23          | 0      | en stagnation |
|                                            | Personnes–Animaux–Nature (PAN)                     | 3 778   | 2,24  | 1,53          | 0      | en stagnation |
|                                            | Chega (CH)                                         | 1 724   | 1,02  | Nv.           | 0      | en stagnation |
|                                            | Réagir, inclure, recycler (RIR)                    | 1 336   | 0,79  | Nv.           | 0      | en stagnation |
|                                            | Alliance (A)                                       | 1 215   | 0,72  | Nv.           | 0      | en stagnation |
|                                            | Initiative libérale (IL)                           | 974     | 0,58  | Nv.           | 0      | en stagnation |
|                                            | Parti communiste des travailleurs portugais (PCTP) | 900     | 0,53  | 0,42          | 0      | en stagnation |
|                                            | Libre (L)                                          | 873     | 0,52  | 0,03          | 0      | en stagnation |
|                                            | Parti démocratique républicain (PDR)               | 457     | 0,27  | 0,80          | 0      | en stagnation |
|                                            | Parti uni des retraités (PURP)                     | 363     | 0,21  | en stagnation | 0      | en stagnation |
|                                            | Parti populaire monarchiste (PPM)                  | 357     | 0,21  | 0,08          | 0      | en stagnation |
|                                            | Nous, citoyens ! (NC)                              | 332     | 0,20  | 0,09          | 0      | en stagnation |
|                                            | Parti national rénovateur (PNR)                    | 326     | 0,19  | 0,14          | 0      | en stagnation |
|                                            | Parti de la Terre (MPT)                            | 256     | 0,15  | 0,22          | 0      | en stagnation |
|                                            | Parti travailliste portugais (PTP)                 | 239     | 0,14  | 0,25          | 0      | en stagnation |
|                                            | Ensemble pour le peuple (JPP)                      | 118     | 0,07  | Nv.           | 0      | en stagnation |
|                                            |                                                    |         |       |               |        |               |
| Suffrages exprimés                         | Suffrages exprimés                                 | 168 956 | 95,11 |               |        |               |
| Votes blancs                               | Votes blancs                                       | 4 995   | 2,81  |               |        |               |
| Votes nuls                                 | Votes nuls                                         | 3 693   | 2,08  |               |        |               |
| Total                                      | Total                                              | 177 644 | 100   | -             | 8      | 1             |
| Abstention                                 | Abstention                                         | 170 417 | 48,96 |               |        |               |
| Inscrits/Participation                     | Inscrits/Participation                             | 348 061 | 51,04 |               |        |               |
|                                            |                                                    |         |       |               |        |               |
| Source: Commission nationale des élections |                                                    |         |       |               |        |               |

| Parti | Parti   | Parti   | Parti   | Députés                                                                 |
| ----- | ------- | ------- | ------- | ----------------------------------------------------------------------- |
|       | PPD/PSD | PPD/PSD | PPD/PSD | - Pedro Alves - Carla Borges - Antonio Lima Costa - Fernando Ruas       |
|       | PS      | PS      | PS      | - João Azevedo - José Rui Cruz - João Paulo Rebelo - Lucia Araujo Silva |

#### 2015
| Parti                                      | Parti                                              | Voix      | %     | +/-   | Sièges | +/-           |
| ------------------------------------------ | -------------------------------------------------- | --------- | ----- | ----- | ------ | ------------- |
|                                            | Portugal en avant (PàF) (PPD/PSD-CDS-PP)           | 97 381    | 53,25 | 10,06 | 6      | en stagnation |
|                                            | Parti socialiste (PS)                              | 56 553    | 30,92 | 3,11  | 3      | en stagnation |
|                                            | Bloc de gauche (BE)                                | 12 822    | 7,01  | 4,04  | 0      | en stagnation |
|                                            | Coalition démocratique unitaire (CDU)              | 6 672     | 3,65  | 0,66  | 0      | en stagnation |
|                                            | Parti démocrate républicain (PDR)                  | 1 953     | 1,07  | Nv.   | 0      | en stagnation |
|                                            | Parti communiste des travailleurs portugais (PCTP) | 1 744     | 0,95  | 0,20  | 0      | en stagnation |
|                                            | Personnes–Animaux–Nature (PAN)                     | 1 297     | 0,71  | 0,08  | 0      | en stagnation |
|                                            | Libre (L)                                          | 1 003     | 0,55  | Nv.   | 0      | en stagnation |
|                                            | AGIR (PTP-MAS)                                     | 722       | 0,39  | 0,15  | 0      | en stagnation |
|                                            | Parti de la Terre (MPT)                            | 679       | 0,37  | 0,01  | 0      | en stagnation |
|                                            | Parti national rénovateur (PNR)                    | 608       | 0,33  | 0,19  | 0      | en stagnation |
|                                            | Nous, citoyens ! (NC)                              | 535       | 0,29  | Nv.   | 0      | en stagnation |
|                                            | Parti populaire monarchiste (PPM)                  | 533       | 0,29  | 0,03  | 0      | en stagnation |
|                                            | Parti uni des retraités (PURP)                     | 387       | 0,21  | Nv.   | 0      | en stagnation |
|                                            |                                                    |           |       |       |        |               |
| Suffrages exprimés                         | Suffrages exprimés                                 | 1 182 889 | 95,50 |       |        |               |
| Votes blancs                               | Votes blancs                                       | 4 235     | 2,22  |       |        |               |
| Votes nuls                                 | Votes nuls                                         | 3 590     | 1,88  |       |        |               |
| Total                                      | Total                                              | 190 714   | 100   | -     | 9      | en stagnation |
| Abstention                                 | Abstention                                         | 181 217   | 48,72 |       |        |               |
| Inscrits/Participation                     | Inscrits/Participation                             | 371 931   | 51,28 |       |        |               |
|                                            |                                                    |           |       |       |        |               |
| Source: Commission nationale des élections |                                                    |           |       |       |        |               |

| Parti | Parti | Parti  | Parti           | Députés                                                                                  |
| ----- | ----- | ------ | --------------- | ---------------------------------------------------------------------------------------- |
|       | PàF   |        | PPD/PSD         | - Pedro Alves - António Leitão Amaro - Antonio Lima Costa - Inês Domingos - Isaura Pedro |
|       | PàF   | CDS-PP | - Helder Amaral |                                                                                          |
|       | PS    | PS     | PS              | - Antonio Borges - Maria Manuel Leitão Marques - João Paulo Rebelo                       |

#### 2011
| Parti                                      | Parti                                              | Voix    | %     | +/-   | Sièges | +/-           |
| ------------------------------------------ | -------------------------------------------------- | ------- | ----- | ----- | ------ | ------------- |
|                                            | Parti social-démocrate (PPD/PSD)                   | 98 097  | 50,42 | 11,66 | 5      | 1             |
|                                            | Parti socialiste (PS)                              | 54 107  | 27,81 | 8,09  | 3      | 1             |
|                                            | CDS – Parti populaire (CDS-PP)                     | 25 087  | 12,89 | 1,00  | 1      | en stagnation |
|                                            | Coalition démocratique unitaire (CDU)              | 5 810   | 2,99  | 0,04  | 0      | en stagnation |
|                                            | Bloc de gauche (BE)                                | 5 786   | 2,97  | 3,74  | 0      | en stagnation |
|                                            | Parti communiste des travailleurs portugais (PCTP) | 1 456   | 0,75  | 0,13  | 0      | en stagnation |
|                                            | Personnes–Animaux–Nature (PAN)                     | 1 229   | 0,63  | Nv.   | 0      | en stagnation |
|                                            | Parti de la Terre (MPT)                            | 696     | 0,36  | 0,21  | 0      | en stagnation |
|                                            | Parti populaire monarchiste (PPM)                  | 626     | 0,32  | Abs.  | 0      | en stagnation |
|                                            | Mouvement Espoir pour le Portugal (MEP)            | 623     | 0,32  | 0,08  | 0      | en stagnation |
|                                            | Parti travailliste portugais (PTP)                 | 465     | 0,24  | Abs.  | 0      | en stagnation |
|                                            | Parti démocrate de l'Atlantique (PDA)              | 295     | 0,15  | Abs.  | 0      | en stagnation |
|                                            | Parti national rénovateur (PNR)                    | 266     | 0,14  | 0,04  | 0      | en stagnation |
|                                            |                                                    |         |       |       |        |               |
| Suffrages exprimés                         | Suffrages exprimés                                 | 194 543 | 95,96 |       |        |               |
| Votes blancs                               | Votes blancs                                       | 5 187   | 2,56  |       |        |               |
| Votes nuls                                 | Votes nuls                                         | 3 010   | 1,48  |       |        |               |
| Total                                      | Total                                              | 202 740 | 100   | -     | 9      | en stagnation |
| Abstention                                 | Abstention                                         | 176 401 | 46,53 |       |        |               |
| Inscrits/Participation                     | Inscrits/Participation                             | 379 141 | 53,47 |       |        |               |
|                                            |                                                    |         |       |       |        |               |
| Source: Commission nationale des élections |                                                    |         |       |       |        |               |

| Parti | Parti   | Parti   | Parti   | Députés                                                                                            |
| ----- | ------- | ------- | ------- | -------------------------------------------------------------------------------------------------- |
|       | PPD/PSD | PPD/PSD | PPD/PSD | - Pedro Alves - João Figueiredo - Antonio Almeida Henriques - Armenio Santos - Teresa Costa Santos |
|       | PS      | PS      | PS      | - José Junqueiro - Elza Pais - Acacio Pinto                                                        |
|       | CDS-PP  | CDS-PP  | CDS-PP  | - Helder Amaral                                                                                    |